# Robert Kyncl
Robert Kyncl (* 1970 Československo) je americký podnikový manažer. Dne 1. ledna 2023 se stal generálním ředitelem Warner Music Group. Předtím byl hlavním obchodním ředitelem na YouTube, kde dohlížel na všechny obchodní funkce, partnerství a operace. Před působením na YouTube byl Kyncl viceprezidentem pro nákup obsahu na Netflix, kde stál v čele nákupu obsahu pro streamování televizních pořadů a filmů na internetu.

## Život a kariéra
Kyncl se narodil v Československu a získal bakalářský titul na State University of New York at New Paltz a MBA na Pepperdine University v Malibu, California.
Kyncl dříve pracoval v Netflixu a HBO.
V září 2022 byl Kyncl jmenován generálním ředitelem Warner Music Group Inc. od 1. ledna 2023. Kyncl a předchozí generální ředitel Steve Cooper působili jako společní generální ředitelé v lednu 2023.

### Veřejná prezentace
Robert Kyncl zastupoval YouTube na řadě globálních akcí v letech 2012 a 2013, včetně: mezinárodního veletrhu CES 2012, MIPCOM 2012 v Cannes, Francie, mediálního summitu v Abu Dhabi 2012, Vidconu, jedné z prvních a největších konferencí věnovaných médiu online videa, stejně jako přednášek na Producers Guild v Spojených státech a Think with Google v Argentině.
Objevil se i na kanále populárního youtubera Caseyho Neistata, aby diskutoval o budoucnosti YouTube a kontroverzi Logana Paula. To bylo kritizováno tisíci uživatelů, kteří argumentovali, že na mnoho otázek neodpověděl.

## Osobní život
Kyncl žije s manželkou Luz Avila Kyncl a dvěma dcerami v Los Angeles. Společně založili nadaci Kyncl Family Foundation, která podporuje vzdělávací potřeby zanedbávaných komunit.